# Pinheiros e Vale de Figueira
Pour les articles homonymes, voir Pinheiros (homonymie) et Vale de Figueira.
Pinheiros e Vale de Figueira est une paroisse civile portugaise (en portugais : freguesia) de la municipalité de Tabuaço dans le district de Viseu. Elle est créée en 2013, par fusion des paroisses de Pinheiros et Vale de Figueira.

## Histoire
La paroisse est créée par la loi no 11-A/2013 du 28 janvier 2013 portant réorganisation administrative du territoire des freguesias, en fusionnant les paroisses de Pinheiros et Vale de Figueira. Son nom officiel est União das Freguesias de Pinheiros e Vale de Figueira et son siège est fixé à Pinheiros.

## Démographie
Lors du recensement de 2021, Pinheiros e Vale de Figueira compte 239 habitants.